# Flory-Huggins-Modell

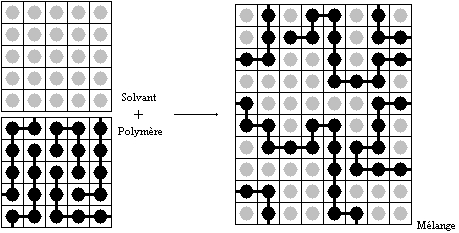
Mischung von Polymeren und Lösungsmittel auf einem Gitter

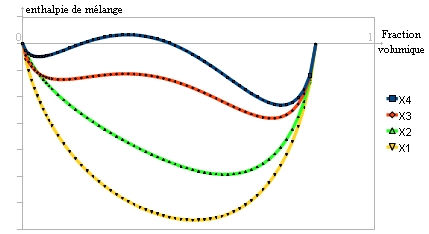
Verschiedene Flory-Huggins-Mischungsenergien als Funktion des Volumenanteils. Die verschiedenen Mischungsenergien ergeben sich aufgrund verschiedener Wechselwirkungsparametern.

Das Flory-Huggins-Modell beschreibt das Verhalten von Polymerlösungen und wurde von Paul Flory und Maurice Loyal Huggins entwickelt.
Es handelt sich um ein Gittermodell.

## Modell
Polymere lösen sich in einem Lösungsmittel, wenn sich dadurch die Gibbs-Energie des Systems verringert, d. h., die Änderung der Gibbs-Energie (ΔG) negativ ist.
Aus der bekannten Legendre-Transformation der Gibbs-Helmholtz-Gleichung geht hervor, dass ΔG aus der Mischungsenthalpie (ΔH) und Mischungsentropie (ΔS) zusammengesetzt ist.
{\displaystyle \Delta G_{\text{mix}}=\Delta H_{\text{mix}}-T\cdot \Delta S_{\text{mix}}}
Würden keine Wechselwirkungen zwischen den beteiligten Stoffen bestehen, so wäre keine Mischungsenthalpie vorhanden und die Mischungsentropie wäre ideal. Die ideale Mischungsentropie von mehreren Reinstoffen ist immer positiv (der Term -T·ΔS dann negativ) und ΔG wäre bei jedem Mischungsverhältnis negativ. Es wäre vollständige Mischbarkeit gegeben. Daraus folgt, dass Mischungslücken mit Wechselwirkungen zwischen den Komponenten erklärt werden müssen.
Im Falle einer Polymerlösung müssen Polymer-Polymer, Lösungsmittel-Lösungsmittel und Polymer-Lösungsmittel-Wechselwirkungen berücksichtigt werden und ebenso die veränderte Entropie einer Polymerlösung, welche durch eine Gaußkette hergeleitet wird.
Der resultierende Ausdruck für die Änderung der Gibbs-Energie basiert auf einem für Polymere angepassten Term für die ideale Mischungsentropie und einem Wechselwirkungsparameter, welcher die Summe aller Wechselwirkungen beschreibt.
{\displaystyle {\frac {\Delta G_{\text{mix}}}{RT}}={\frac {\phi _{1}}{m}}_{1}\ln \phi _{1}+{\frac {\phi _{2}}{m}}_{2}\ln \phi _{2}+\chi \phi _{1}\phi _{2}}
mit
- {\displaystyle R} = universelle Gaskonstante
- {\displaystyle m} = Anzahl von besetzten Gitterplätzen pro Molekül (für Polymerlösungen ist m1 näherungsweise der Polymerisationsgrad und m2=1)
- {\displaystyle \phi } = Volumenanteil des Polymers und des Lösungsmittels
- {\displaystyle \chi } = Wechselwirkungsparameter

## Ergebnisse

LCST- oder UCST-Verhalten als Folge der Temperaturabhängigkeit des Wechselwirkungsparameters

Aus der Flory-Huggins-Theorie folgt zum Beispiel, dass die obere kritische Lösungstemperatur (upper critical solution temperature, UCST) sich, falls vorhanden, mit zunehmender molarer Masse erhöht und sich gleichzeitig in die lösungsmittelreiche Zone verschiebt. Ob ein Polymer UCST- und/oder LCST-Verhalten (LCST = lower critical solution temperature oder untere kritische Lösungstemperatur) aufweist, lässt sich aus der Temperaturabhängigkeit des Wechselwirkungsparameters ableiten (siehe Abbildung). Es ist zu beachten, dass der Wechselwirkungsparameter nicht nur enthalpische Elemente enthält, sondern auch die nicht-ideale Mischungsentropie (z. B. den sehr starken hydrophoben Effekt in wässriger Lösung). 
Da der Wechselwirkungsparameter sowohl enthalpische als auch entropische Elemente enthält, die wiederum aus vielen Einzelkomponenten zusammengesetzt sind, lässt die klassische Flory-Huggins-Theorie nur schwer Rückschlüsse auf die molekulare Ursache von Mischungslücken zu.

## Erweiterungen
Eine Erweiterung der des Flory-Huggins-Modells für Polymergele ist das Flory-Rehner-Modell.